# 예타 운하

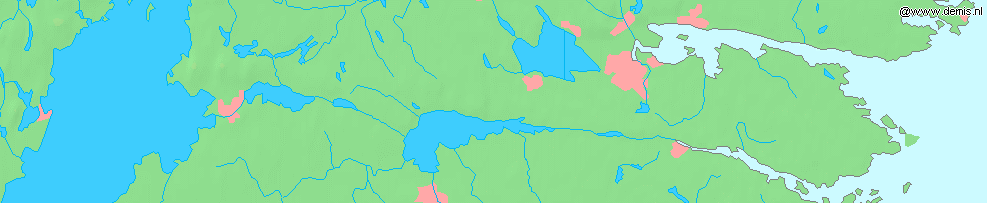
예타 운하 지도

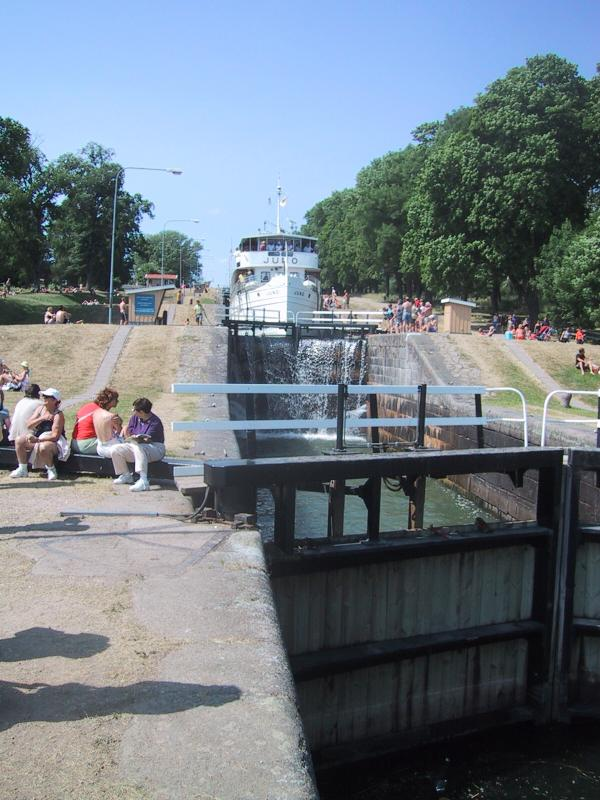
린셰핑 인근에 위치한 베리(Berg) 갑문에서 록센 호(Roxen) 방면으로 내려가고 있는 크루즈 선박

예타 운하(스웨덴어: Göta kanal)는 19세기 초반에 건립된 스웨덴의 운하이다. 수로의 전체 길이는 614km이다. 스웨덴 서부 연안에 위치한 예테보리에서 예타강, 트롤헤탄 운하(Trollhätte kanal), 베네른호, 베테른호를 거쳐 발트해와 접한 쇠데르셰핑까지 연결되어 있다.
독일 태생의 스웨덴 해군 장교였던 발차어 폰 플라텐(Baltzar von Platen)이 칼 13세 국왕에게 운하 건설을 제의하면서 시작되었다. 1810년 4월 11일에 공사가 시작되었으며 2,400만 릭스달레르(riksdaler)가 운하 건설 비용으로 투입되었다.
영국 출신의 토목 기사였던 토머스 텔퍼드(Thomas Telford)가 운하의 굴착 작업을 감독하기 위한 차원에서 스웨덴을 방문하기도 했다. 기계 장치를 이용하여 예타 운하의 축조를 지원하기 위한 차원에서 모탈라(Motala)에 소규모 기술 작업장인 모탈라 공장(Motala Verkstad)이 설립되었다. 이 사업은 "스웨덴의 토목 사업의 요람"이라고 부르기도 한다.
예타 운하는 1832년 9월 26일에 정식으로 개통되었다. 1855년에 스웨덴 최초의 철도 노선이 개통되면서 예타 운하는 쇠퇴하게 된다. 현재는 관광 자원으로 활용되고 있으며 매년 약 200만 명에 달하는 관광객들이 몰린다.

## 갑문
예타 운하의 갑문은 스웨덴의 동해안에서 서해안까지 분포하고 있다. 갑문 옆에 있는 숫자는 갑문의 높이를 의미한다.
베네른호
- Mem, 3
- Tegelbruket, 2.3
- Söderköping, 2.4
- Duvkullen nedre, 2.3
- Duvkullen övre, 2.4
- Mariehov nedre, 2.1
- Mariehov övre, 2.6
- Carlsborg nedre, 5.1
- Carlsborg övre, 4.7
- Klämman, open
- Hulta, 3.2
- Bråttom, 2.3
- Norsholm, 0.8
- Carl Johans slussar (seven locks), 18.8
- Oskars slussar, 4.8
- Karl Ludvig Eugéns slussar, 5.5
- Brunnby, 5.3
- Heda, 5.2
- Borensberg, 0.2
- Borenshult, 15.3
- Motala, 0.1

베테른호
- Forsvik, 3.5
- Tåtorp, 0.2
- Hajstorp övre, 5.0
- Hajstorp nedre, 5.1
- Riksberg, 7.5
- Godhögen, 5.1
- Norrkvarn övre, 2.9
- Norrkvarn nedre, 2.9
- Sjötorp 7-8, 4.6
- Sjötorp 6, 2.4
- Sjötorp 4-5, 4.8
- Sjötorp 2-3, 4.8
- Sjötorp 1, 2.9

## 같이 보기
- 킬 운하
- 외레순 해협